# Rick Weitzman
Rick Weitzman é um ex-jogador de basquete norte-americano que foi campeão da Temporada da NBA de 1967-68 jogando pelo Boston Celtics.